# 산토시 시반

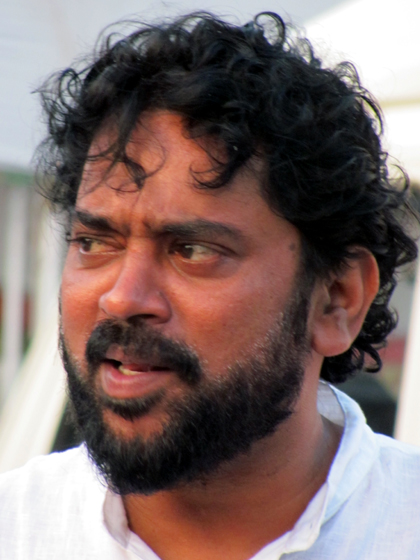

산토시 시반(Santosh Sivan, 1964년 2월 8일 ~ )은 인도의 촬영 감독, 영화 감독, 배우, 영화 프로듀서, 각본가이다.
티루바난타푸람에서 태어났다.

## 영화
- 라이즈 위 텔 (2017년)
- 피어리스 (2014년)
- 이남 (2014년)
- 실론 (2013년)
- 바스코 다 가마 (2011년)
- 볼리우드 드림 (2010년)
- 라아바난 (2010년)
- 라아반 (2010년)
- 타한 - 수류탄을 쥔 소년 (2008년)
- 비가 내리기 전 (2007년)
- 아난다바드람 (2005년)
- 러브 인 샌프란시스코 (2005년)
- 나바라사, 제3의 성 (2004년)
- 미낙시: 세 도시 이야기 (2004년)
- 신부와 편견 (2004년)
- 아소카 (2001년)
- 피자 (2000년)
- 말리 (1998년)
- 나는 테러리스트를 사랑했다 (1998년)
- 테러리스트 (1998년)
- 할로 (1997년)
- 로자 (1992년)